# Thengel
Thengel var kung av Rohan i J.R.R Tolkiens berättelser om Ringen. Thengel var far till Théoden som är med i filmerna. Thengel slogs med Aragorn son av Arathorn och kung av Gondor.